# 聚果绞股蓝
聚果绞股蓝（学名：Gynostemma aggregatum）为葫芦科绞股蓝属下的一个种。